# سیگاماری دیارا
سیگاماری دیارا (انگلیسی: Sigamary Diarra؛ زادهٔ ۱۰ ژانویهٔ ۱۹۸۴) بازیکن فوتبال اهل مالی است.
از باشگاه‌هایی که در آن بازی کرده‌است می‌توان به باشگاه فوتبال والنسین، باشگاه فوتبال لوریان، باشگاه فوتبال کان، باشگاه فوتبال سوشو، و باشگاه فوتبال آژاکسیو اشاره کرد.
وی همچنین در تیم ملی فوتبال مالی بازی کرده‌است.